# Cortuluá Femenino
Cortuluá Yumbo Industriales fue un club de fútbol profesional colombiano del municipio de Yumbo en el Valle del Cauca. Fue fundado en 2016, hizo parte de la Liga Profesional Femenina de Fútbol de Colombia.

## Historia
En 2016 Cortuluá fue uno de los 18 clubes profesionales colombianos que presentaron equipo femenino para la disputa de la primera edición de la Liga Profesional Femenina de Fútbol de Colombia. El 30 de diciembre de 2016 quedó definido que el equipo corazón haría parte del grupo C del torneo, acompañado por Orsomarso, América de Cali, Quindío, Pereira y Deportivo Pasto. El primer partido lo jugaron el 17 de febrero de 2017, venciendo 1-0 a Pasto en condición de visitante. Durante la primera fase, Cortuluá empezó a destacarse como uno de los equipos revelación del torneo, terminando la ronda en el segundo puesto del grupo con 20 puntos, 5 puntos por debajo de Orsomarso, y mostrando victorias contundentes como un 4-0 contra Deportivo Pereira y un 7-0 ante Deportivo Pasto. En cuartos de final, Cortuluá tuvo que enfrentarse a Cúcuta Deportivo a quien venció en ambos partido con un 0-1 en el Estadio Municipal Los Zipas y un 2-0 en Palmira. En semifinales el equipo "corazón" perdió 2-0 el partido de ida ante Huila en Neiva y, a pesar de conseguir remontar en el partido de vuelta (ganando por el mismo marcador), quedó eliminado perdiendo la tanda de penales. A pesar de la derrota, Cortuluá fue uno de los equipos más destacados del campeonato y ocupó la tercera posición de la tabla general con 29 puntos, 28 goles a favor y apenas 10 en contra en 14 partidos jugados.

## Estadio
Cortuluá Femenino jugaba sus partidos de local en el Estadio Francisco Rivera Escobar de la ciudad de Palmira que, tras su remodelación en 2012, tiene capacidad para 9.000 espectadores. En 2023 se trasladaría al municipio de Yumbo.

## Datos del equipo
- Temporadas jugadas en Liga Femenina: 3 (2017-2019)
- Posición histórica: 3.º
- Mejor posición: 3.º
- Máxima goleada a favor: Cortuluá 7-0 Pasto, 1 de abril de 2017
- Máxima goleada en contra: Huila 2-0 Cortuluá, 3 de junio de 2017